# Statek towarowy

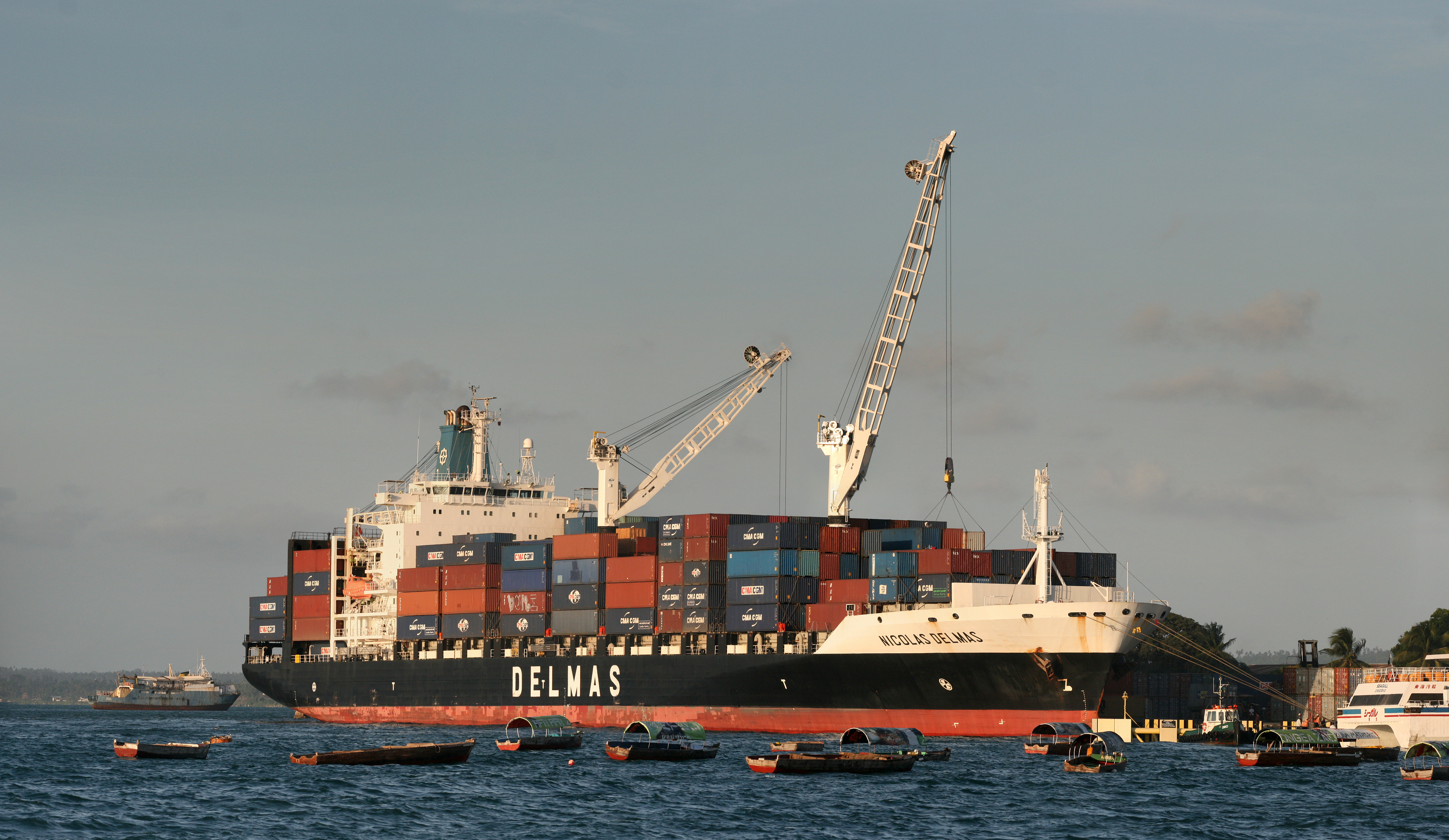
Kontenerowiec Delmas w porcie Zanzibar w Tanzanii

Statek towarowy – statek handlowy przeznaczony do przewozu ładunków. Jednostki te mogą też zabierać pasażerów w liczbie nieprzekraczającej 12 osób. Prędkość nawodna statków towarowych jest zróżnicowana i oscyluje w granicach od 25 węzłów dla np. chłodnicowców, kontenerowców, do 15 węzłów dla np. masowców.
Definicja zgodna z konwencją SOLAS określa, że to każdy statek, który nie jest statkiem pasażerskim.
Statki towarowe można podzielić na cztery podstawowe grupy, w zależności od rodzaju przewożonego ładunku:
- ładunki suche
- zbiornikowce
- gazowce
- wielozadaniowe.